# Coupe du monde de patinage de vitesse sur piste courte 2009-2010
Navigation
Édition précédente Édition suivante

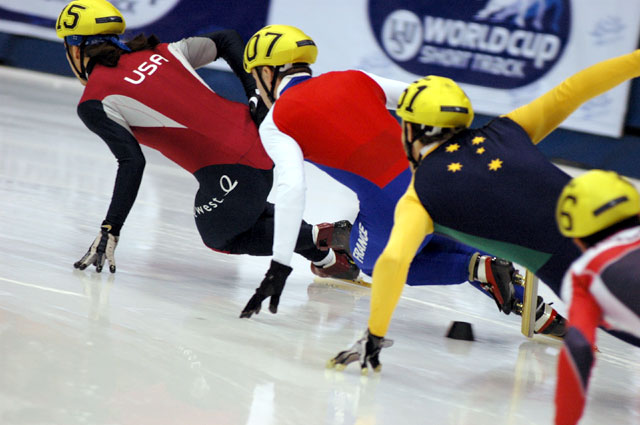

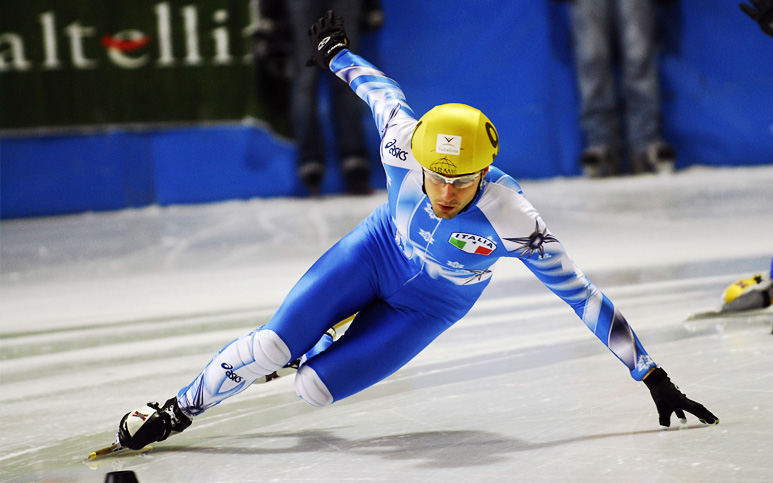

La Coupe du monde de patinage de vitesse sur piste courte 2009 - 2010 est une compétition internationale qui se déroule durant la saison hivernale. La saison est rythmée par plusieurs épreuves selon les distances entre le 17 septembre 2009 à Pékin (Chine) et le 15 novembre 2009 à Marquette (États-Unis). La compétition est organisée par l'Union internationale de patinage.
Les différentes épreuves sont le 500 mètres, 1 000 mètres, 1 500 mètres et le relais par équipes chez les hommes et chez les femmes.
En raison de la tenu des Jeux olympiques, la saison est écourtée à 4 étapes. Les différentes villes qui accueillent l'évènement sont par ordre chronologique Pékin (Chine), Séoul (Corée), Montréal (Canada), puis Marquette (États-Unis).

## Calendrier

### Hommes

#### Chine
| Date              | Lieu  | Distance       | Gagnant      | Second          | Troisième     |
| 19 septembre 2009 | Pékin | 1 500 m        | Sung Si-Bak  | Lee Ho-Suk      | Lee Jung-Su   |
| 19 septembre 2009 | Pékin | 500 m          | Kwak Yoon-Gy | Sung Si-Bak     | Jeff Simon    |
| 20 septembre 2009 | Pékin | 1 000 m        | Lee Jung-Su  | Charles Hamelin | Kim Seoung-il |
| 20 septembre 2009 | Pékin | 5 000 m relais | Corée du Sud | Chine           | Canada        |

#### Corée du Sud
| Date              | Lieu  | Distance       | Gagnant         | Second        | Troisième     |
| 26 septembre 2009 | Séoul | 1 500 m        | Lee Ho-Suk      | Lee Jung-Su   | Kim Seoung-il |
| 26 septembre 2009 | Séoul | 500 m          | Charles Hamelin | Han Jialiang  | Lee Ho-Suk    |
| 27 septembre 2009 | Séoul | 1 000 m        | Lee Ho-Suk      | Jordan Malone | Kwak Yoon-Gy  |
| 27 septembre 2009 | Séoul | 5 000 m relais | Corée du Sud    | Canada        | Chine         |

#### Canada
| Date            | Lieu     | Distance       | Gagnant         | Second           | Troisième       |
| 7 novembre 2009 | Montréal | 1 500 m        | Charles Hamelin | Sung Si-Bak      | Travis Jayner   |
| 7 novembre 2009 | Montréal | 500 m          | Charles Hamelin | Apolo Anton Ohno | Jeff Simon      |
| 8 novembre 2009 | Montréal | 1 000 m        | Sung Si-Bak     | Lee Jung-Su      | Charles Hamelin |
| 8 novembre 2009 | Montréal | 5 000 m relais | Corée du Sud    | Canada           | Chine           |

#### États-Unis
| Date             | Lieu      | Distance       | Gagnant                 | Second            | Troisième        |
| 14 novembre 2009 | Marquette | 1 500 m        | Lee Jung-Su             | Apolo Anton Ohno  | Charles Hamelin  |
| 14 novembre 2009 | Marquette | 500 m          | François-Louis Tremblay | Thibaut Fauconnet | Sung Si-Bak      |
| 15 novembre 2009 | Marquette | 1 000 m        | Apolo Anton Ohno        | Lee Jung-Su       | François Hamelin |
| 15 novembre 2009 | Marquette | 5 000 m relais | Canada                  | États-Unis        | Corée du Sud     |

### Femmes

#### Chine
| Date              | Lieu  | Distance       | Gagnante          | Seconde       | Troisième          |
| 19 septembre 2009 | Pékin | 1 500 m        | Zhou Yang         | Lee Eun-Byul  | Katherine Reutter  |
| 19 septembre 2009 | Pékin | 500 m          | Wang Meng         | Jessica Gregg | Marianne St-Gelais |
| 20 septembre 2009 | Pékin | 1 000 m        | Katherine Reutter | Lee Eun-Byul  | Jessica Smith      |
| 29 septembre 2009 | Pékin | 3 000 m relais | Corée du Sud      | États-Unis    | Canada             |

#### Corée du Sud
| Date              | Lieu  | Distance       | Gagnante     | Seconde     | Troisième      |
| 26 septembre 2009 | Séoul | 1 500 m        | Lee Eun-Byul | Sun Linlin  | Zhou Yang      |
| 26 septembre 2009 | Séoul | 500 m          | Wang Meng    | Zhao Nannan | Kalyna Roberge |
| 27 septembre 2009 | Séoul | 1 000 m        | Cho Ha-Ri    | Wang Meng   | Park Seung-Hi  |
| 27 septembre 2009 | Séoul | 3 000 m relais | Chine        | Japon       | Canada         |

#### Canada
| Date            | Lieu     | Distance       | Gagnante          | Seconde        | Troisième   |
| 7 novembre 2009 | Montréal | 1 500 m        | Katherine Reutter | Cho Ha-Ri      | Liu Qiuhong |
| 7 novembre 2009 | Montréal | 500 m          | Wang Meng         | Kalyna Roberge | Zhao Nannan |
| 8 novembre 2009 | Montréal | 1 000 m        | Zhou Yang         | Wang Meng      | Liu Qiuhong |
| 8 novembre 2009 | Montréal | 3 000 m relais | Chine             | États-Unis     | Canada      |

#### États-Unis
| Date             | Lieu      | Distance       | Gagnante  | Seconde           | Troisième          |
| 14 novembre 2009 | Marquette | 1 500 m        | Zhou Yang | Liu Qiuhong       | Lee Eun-Byul       |
| 14 novembre 2009 | Marquette | 500 m          | Wang Meng | Kalyna Roberge    | Marianne St-Gelais |
| 15 novembre 2009 | Marquette | 1 000 m        | Wang Meng | Katherine Reutter | Park Seung-Hi      |
| 15 novembre 2009 | Marquette | 3 000 m relais | Chine     | Corée du Sud      | Canada             |

## Classements finals

### Hommes
| Distance      | Gagnant              | Second                       | Troisième            |
| 1 500 m       | Lee Jung-Su 2440     | Charles Hamelin 2152         | Sung Si-Bak 1869     |
| 500 m         | Charles Hamelin 2328 | François-Louis Tremblay 2024 | Sung Si-Bak 1608     |
| 1 000 m       | Lee Jung-Su 2600     | Apolo Anton Ohno 1722        | Charles Hamelin 1650 |
| 5 000 m relay | Corée du Sud 3000    | Canada 2600                  | Chine 2080           |

### Femmes
| Distance      | Gagnante       | Seconde                | Troisième              |
| 1 500 m       | Zhou Yang 2640 | Lee Eun-Byul 2440      | Katherine Reutter 1968 |
| 500 m         | Wang Meng 3000 | Kalyna Roberge 2240    | Zhao Nannan 1952       |
| 1 000 m       | Wang Meng 2600 | Katherine Reutter 2312 | Zhou Yang 1738         |
| 3 000 m relay | Chine 3000     | Corée du Sud 2210      | États-Unis 2112        |